# Jörg Grunert
Jörg Grunert (* 16. September 1945 in St. Georgen im Schwarzwald) ist ein deutscher Geograph und Geomorphologe.
Jörg Grunert studierte Geographie, Biologie und Chemie an der Freien Universität in Berlin.
1970 kam er als wissenschaftlicher Assistent an die RWTH nach Aachen, 1972 wechselte er an die Universität Würzburg. 1974 promovierte Grunert über die Talbildung im Tibesti-Gebirge (Tschad). 1980 folgte seine Habilitation in Würzburg zur Schichtstufengenese in Libyen. Ein Jahr später folgte er einem Ruf auf die C3-Professur für Spezielle und Angewandte Geomorphologie nach Bonn. Von 1996 bis zu seinem Ruhestand 2010 war Grunert C4-Professor für Geomorphologie und Bodengeographie an der Universität Mainz.
Während seiner Forscherlaufbahn beschäftigte sich Grunert mit der eiszeitlichen Vergletscherung des Shir Kuh-Massivs im Iran, mit der Morphodynamik und Bodenbildung in Ost-Niger, Burkina Faso und Togo, später – bis zu seinem Ruhestand – mit Landschaftsentwicklung, Dünenfeldern und Seespiegelschwankungen in der Mongolei. Zudem forschte er auch im rheinland-pfälzischen Partnerland Ruanda, wo er das PASI-Projekt betreute. Auch in den deutschen Mittelgebirgen war Grunert sehr aktiv. Zunächst befasste er sich mit Hangrutschungsforschung im Bonner Raum, später mit eiszeitlichen Hangdeckschichten, Auelehmen, Runsen und jungen Ablagerungen in den Mittelgebirgen von Rheinland-Pfalz und Hessen.
Grunert gilt unter Kollegen als bedeutende Persönlichkeit der deutschen Geographie. Bei Studierenden war er sowohl in Mainz als auch in Bonn stets hoch angesehen und beliebt.
Seine Nachfolge in Mainz trat am 1. Oktober 2010 der Geomorphologe Andreas Vött von der Universität zu Köln an.
Jörg Grunert ist verheiratet und hat zwei Kinder.
| Personendaten    | Personendaten                        |
| ---------------- | ------------------------------------ |
| NAME             | Grunert, Jörg                        |
| KURZBESCHREIBUNG | deutscher Geograph und Geomorphologe |
| GEBURTSDATUM     | 16. September 1945                   |
| GEBURTSORT       | St. Georgen im Schwarzwald           |